# The Menace
The Menace è un film del 1932 diretto da Roy William Neill. Il soggetto è tratto dal romanzo L'inafferrabile (The Feathered Serpent) di Edgar Wallace, pubblicato dalla Garden City di New York nel 1928.

## Produzione
Il film fu prodotto dalla Columbia Pictures Corporation nel settembre 1931 con il titolo di lavorazione The Feathered Serpent.

## Distribuzione
Distribuito dalla Columbia Pictures, uscì nelle sale cinematografiche statunitensi il 29 gennaio 1932.